# Casa Ben-Yehuda
La Casa Ben-Yehuda (en hebreo: בית בן יהודה‎; Beit Ben-Yehuda) es una estructura histórica ubicada en el barrio de Talpiot, Jerusalén (Israel). Fue morada de Eliezer Ben-Yehuda, considerado «padre de la lengua hebrea moderna», siendo actualmente una casa museo y un monumento que forma parte de la lista de lugares de Patrimonio Nacional de Israel. Su extensión más reciente sigue sirviendo como albergue y centro de reuniones.

## Historia
Ben-Yehuda falleció el 16 de diciembre de 1922 poco antes de que finalizara la construcción de la casa. Su mujer, la periodista Jemda Ben-Yehuda, seguiría viviendo en la casa hasta su muerte casi tres décadas después, en 1951. A lo largo de los años, Jemda convirtió la casa en un centro conmemorativo a la vida de su marido y su dedicación a la recuperación, modernización y normalización del idioma hebreo como lengua vernácula de los judíos de todo el mundo, y sobre todo de Eretz Israel. 
Pocos años tras la muerte de Jemda, la familia de Ben-Yehuda donó la casa a la municipalidad de Jerusalén. A partir de 1965, el ayuntamiento la alquilaba a particulares, hasta que en 1971 el alcalde de la ciudad, Teddy Kollek, pasara su tutela a la alemana Acción Servicio de Reconciliación para la Paz (en alemán: Aktion Sühnezeichen Friedensdienste), una organización perteneciente a la Iglesia Evangélica Alemana, que tiene como fin recordar los horrores del régimen nazi durante el Holocausto.

## Actualidad

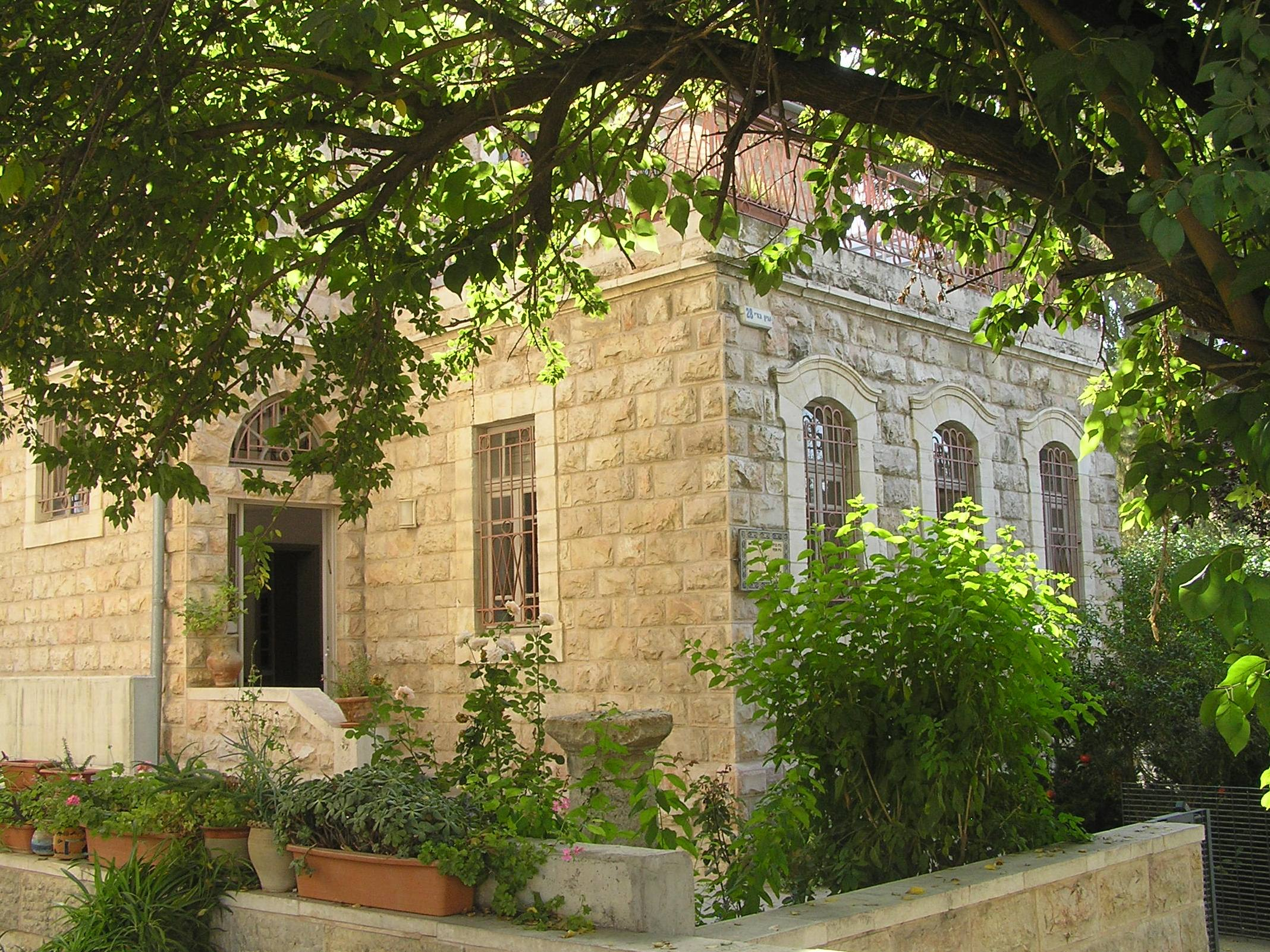
Esquina de suroriental de la Casa Ben-Yehuda.

En 2004 se construyó una nueva ala en el jardín trasero de la casa con el fin de albergar el centro de seminarios que iba a servir a los voluntarios alemanes durante su estancia en Israel. El mismo año se redefinió el propósito de la casa, rebautizada como Centro de Conferencias y Pensión Internacional (en inglés y oficialmente, International Meeting Center and Guesthouse), que serviría para alojar a conferenciantes de todo el mundo con el fin de lograr un ambiente multicultural para los estudios históricos, culturales, sociológicos, políticos y lingüísticos. Aunque las relaciones germano-israelíes seguirían en el foco de las actividades, con énfasis en los idiomas hebreo, alemán y yidis (aunque también el árabe), actualmente el idioma de comunicación del centro es el inglés.
En cuanto a las pertenencias de Eliezer Ben-Yehuda que se han conservado hasta el día de hoy, en la actualidad se encuentran repartidas entre la Academia de la Lengua Hebrea y la Biblioteca Nacional de Israel. Sin embargo, la entrada a la Casa Ben-Yehuda ofrece al visitante una variedad de fotos y objetos históricos.